# Tennistoernooi van Rome 2013
|                                          |  |                                     |
| Serena Williams, winnares bij de vrouwen |  | Rafael Nadal, winnaar bij de mannen |

Het tennistoernooi van Rome van 2013 werd van 13 tot en met 19 mei 2013 gespeeld op de gravelbanen van het Foro Italico in de Italiaanse hoofdstad Rome. De officiële naam van het toernooi was Internazionali BNL d'Italia.
Het tennistoernooi van Rome trok 164.214 toeschouwers.
Het toernooi bestond uit twee delen:
- WTA-toernooi van Rome 2013, het toernooi voor de vrouwen
- ATP-toernooi van Rome 2013, het toernooi voor de mannen

ATP-toernooi van Rome – WTA-toernooi van Rome

1990 · 1991 · 1992 · 1993 · 1994 · 1995 · 1996 · 1997 · 1998 · 1999 · 2000 · 2001 · 2002 · 2003 · 2004 · 2005 · 2006 · 2007 · 2008 · 2009 · 2010 · 2011 · 2012 · 2013 · 2014 · 2015 · 2016 · 2017 · 2018 · 2019 · 2020 · 2021 · 2022 · 2023 · 2024